# Кубок Чернігівської області з футболу 2011
Кубок Чернігівської області з футболу 2011 — 63-й розіграш Кубка Чернігівської області з футболу.
На всіх етапах турніру зустрічі команд складаються з одного матчу.

## Учасники
В цьому розіграші Кубку узяли участь 16 клубів.
| - «Авангард» (Корюківка) - «Агродім» (Бахмач) - «Будівел-Енергія» (Ріпки) - «Дружба-Нова» (Варва) - «Єдність-2» (Плиски) - «Зернопром» (Анисів) - «Колос» (Смолянка) - «ЛКТ» (Чернігів) - «Маяк» (Лихачів) - ФК «Мена» (Мена) - ФК «Ніжин» (Ніжин) - «Нікос» (Чернігів) - «Полісся-Юність» (Добрянка) - ФК «Славутич» (Славутич) - «Технікум» (Сосниця) - «ЮСБ» (Чернігів) |

## 1/8 фіналу
Матчі 1/8 фіналу відбулися 16 квітня 2011 року.
| № | Команда 1     | Команда 2         | Рахунок           |
| - | ------------- | ----------------- | ----------------- |
| 1 | «Маяк»        | «Полісся-Юність»  | 1:4               |
| 2 | «ЛКТ»         | «Дружба-Нова»     | 2:0               |
| 3 | «ЮСБ»         | «Єдність-2»       | 2:2 (по пен. 4:5) |
| 4 | «Колос»       | «Будівел-Енергія» | 0:2               |
| 5 | ФК «Славутич» | «Авангард»        | 1:2               |
| 6 | «Технікум»    | «Зернопром»       | 1:3               |
| 7 | ФК «Мена»     | ФК «Ніжин»        | 1:0               |
| 8 | «Агродім»     | «Нікос»           | 0:0 (по пен. 7:8) |

## 1/4 фіналу
Матчі 1/4 фіналу відбулися 23 квітня 2011 року.
| № | Команда 1         | Команда 2        | Рахунок           |
| - | ----------------- | ---------------- | ----------------- |
| 1 | «Будівел-Енергія» | «Полісся-Юність» | 0:1               |
| 2 | «ЛКТ»             | «Авангард»       | 3:4               |
| 3 | «Єдність-2»       | «Зернопром»      | 1:0               |
| 4 | «Нікос»           | ФК «Мена»        | 0:0 (по пен. 4:5) |

## 1/2 фіналу
Матчі 1/2 фіналу відбулися 30 квітня 2011 року.
| № | Команда 1   | Команда 2        | Рахунок           |
| - | ----------- | ---------------- | ----------------- |
| 1 | ФК «Мена»   | «Полісся-Юність» | 1:1 (по пен. 1:3) |
| 2 | «Єдність-2» | «Авангард»       | 0:0 (по пен. 6:7) |

## Фінал
Фінальний матч відбувся 7 травня 2011 року.
| № | Команда 1  | Команда 2        | Рахунок |
| - | ---------- | ---------------- | ------- |
| 1 | «Авангард» | «Полісся-Юність» | 3:2     |